# أوبلوساس
أوبلوساس (لويزيانا) (بالإنجليزية: Opelousas, Louisiana)‏ هي مدينة تقع في الولايات المتحدة في لويزيانا. يقدر عدد سكانها بـ 23,222 نسمة .

## أعلام
- تشارلز إي. ناش
- كاميلي بوب
- غيتار غيبل
- أنطوانيت فرانك
- كارل دونبار
- ألبرت تيت جونيور
- رود ميلبورن
- أل نيكسون